# Ивасиов, Яков Клементьевич
Яков Клементьевич Ивасиов (Ивасиев) (23 октября 1888, Подольская губерния — 3 декабря 1919, Омск) — советский военный деятель.

## Биография

### Начало военной карьеры
Из крестьян Подольской губернии, образование – домашнее. В 1906 году вступил на военную службу. в 1909 году окончил Чугуевское пехотное юнкерское училище по 1 разряду. Направлен подпоручиком в 19-й стрелковый полк, младший офицер роты. В 1912 году получил звание поручика. В 1913 прикомандирован к штабу 5-й стрелковой бригады, временно исполяющим должность старшего адъютанта.

### В годы Первой мировой войны
В 1916 году получил звание штабс-капитана. В 1917 году окончил ускоренные курсы Николаевской военной академии. Капитан. Приписан к Генеральному штабу. Награждён орденами: св. Станислава 3-й степени с мечами и бантами, св. Анни 3-й и 4-й степени.

### В годы гражданской войны
В 1918 году добровольно вступил в РККА. Включен в список Генштаба РККА 15 июля 1919. Состоял при Главном управлении военно-учебных заведений (ГУВУЗ). С 27 июля 1919 по 3 декабря 1919 начальник штаба 5-й армии. Награждался золотыми часами от Реввоенсовета Республики (1919).
Умер от тифа в Омске, находясь в должности. Похоронен на Казачьем кладбище Омска. Награждён орденом Красного Знамени (Приказ РВСР № 74 от 1920)